# Henry Hansen (cykelrytter)
 Der er flere personer med dette navn, se Henry Hansen.
Henry Peter Christian Hansen (født 16. marts 1902 i København, død 28. marts 1985 i Gentofte) var en dansk cykelrytter, som blev verdensmester på landevejsløb i 1931 og vandt to guldmedaljer ved de olympiske lege i Amsterdam, Holland i 1928.
Henry Hansen vandt OL-guld i landevejsløb i 1928, hvor han var særdeles suveræn. Dengang blev landevejsløbet ved både VM og OL udelukkende kørt som enkeltstart, og da han vandt guld i Amsterdam, kom han i mål hele otte minutter før sølvvinderen Frank W. Southall fra Storbritannien. Det fik briterne og italienerne til at tro, at han havde snydt ved at køre en kortere rute. Han vandt ved samme OL også guld i 100 km holdkørsel på landevej, og i denne disciplin blev det ligeledes til sølv ved OL i 1932.
Ved VM i 1931 i København kom han i mål med seks minutter ned til den italienske sølvvinder Giuseppe Olmo. Han vandt desuden Roskildes engang så berømte Stjerneløb seks gange.
Efter sin aktive karriere havde Henry Hansen forskellige lederposter i dansk cykling. Blandt andet var han formand for Danmarks Cykle Union i perioden 1967-1971.

## Mesterskaber

### Verdensmesterskaber
- Verdensmester på landevej for amatører 1931 i København.

### Olympiske lege i Amsterdam (1928)
- Guld i det individuelle landevejsløb
- Guld i holdløbet på landevej sammen med Orla Jørgensen, Leo Nielsen og Poul Sørensen.

### Verdensmesteskaber
- Guld i det individuelle landevejsløb for amatører 1931

### Danmarksmesteskaber
Dansk mester fire gange:
- Mester på landevej i 1925, 1926, 1927 og 1929.

## Andre sejre og placeringer

### Olympiske lege iLos Angeles(1932)
- Nr. 12 i det individuelle landevejsløb.
- Sølv i holdløbet på landevej sammen med Leo Nielsen og Frode Sørensen.

### Det svenske seksdagesløb
- Vinder af det svenske seksdagesløb i 1928 og 1929.